# Меджимурська жупанія

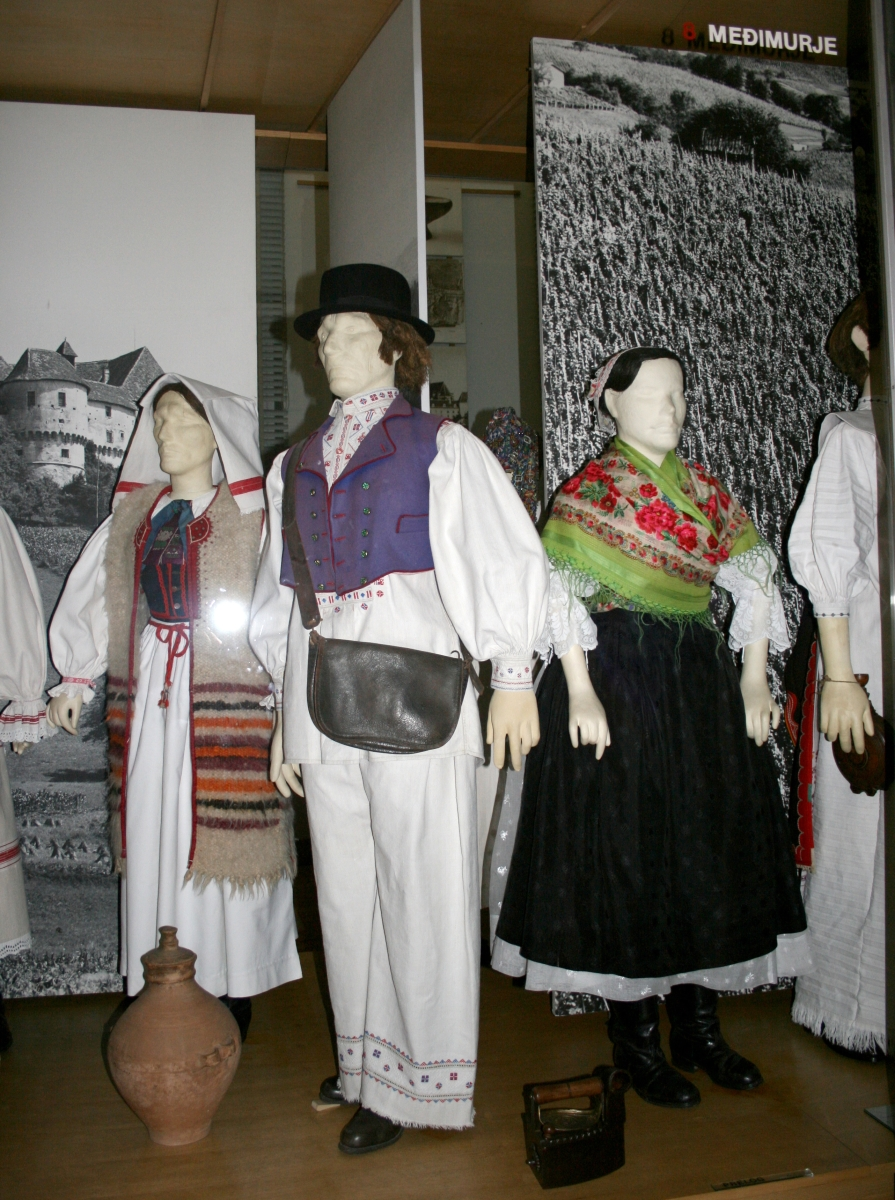
Знімок народного костюму Меджимур'я з Етнографічного музею в Загребі

Меджимурська жупанія (хорв. Međimurska županija) — найменший і найпівнічніший округ Хорватії. Охоплює географічну область Меджимур'є, яка утворює трикутник, обмежований річками Мура і Драва, тобто межиріччя Мури, звідки й назва. Столицею округу є його найбільше місто Чаковец. Меджимур'є має неофіційну латинську назву Hortus Croatiae (Сад Хорватії або Квітник Хорватії). Неофіційний герб меджимурського краю — птах горлиця і квітка фіалка.

## Географія
Меджимурський округ охоплює рівнини між двома річками - Мурою та Дравою. Мура протікає вздовж північного кордону округу зі словенською областю Прекмур'я та його східного кордону з угорським округом Зала, тоді як Драва протікає по південному кордону Меджимурської жупанії з двома іншими хорватськими округами - Вараждинською жупанією і Копривницько-Крижевецькою жупанією.

## Економіка і зайнятість
За оцінками, 22000 осіб зайнято в економіці жупанії, близько 60% з них у великих компаніях.
Округ вважається одним з найзаможніших і найуспішніших.
Впродовж усієї своєї історії, регіон мав яскраво виражений аграрний характер. Загальний відсоток людей, зайнятих у сільському господарстві, становить 12,7%, що вище середнього показника по країні. У північно-західній частині округу схили альпійських передгір'їв — Верхнє Меджимур'я — створюють умови для розвитку виноградарства в жупанії. Південно-східна частина округу, що прилягає до плоскої рівнини — Нижнє Меджимур'я — також широко використовується для сільського господарства, яке в основному включає вирощування зернових, кукурудзи і картоплі, а також фруктові сади, здебільшого яблуневі. Вздовж південної межі жупанії, на річці Драва, споруджено дві великі гідроелектростанції. Округ має значні геотермальні ресурси, розробляються поклади вугілля, крім того, це найдавніший нафтогазовидобувний регіон Хорватії.
Промисловість здебільшого розвинуто в м. Чаковец і навколо нього, а також у південно-східній частині округу, і її представляють текстильні, швейні і взуттєві підприємства, друкарні, видавництва. Важливе значення в регіоні має виробництво металу і ПВХ. Є кілька будівельних компаній. Плетіння кошиків є одним з найстаріших тутешніх промислів. До того ж, у жупанії плетуть стільці, дрібні предмети умеблювання та інші декоративні елементи. Найпоширенішими матеріалами для плетіння є гілки, ротанг і бамбук.
У Чаковці чимало людей працевлаштовано у низці торгових центрів, відкритих місцевими, національними та міжнародними компаніями.
Жупанія є також важливим транспортним вузлом.

## Населення і адміністративний поділ
Попри те, що це найменший за розміром хорватський округ, Меджимурська жупанія є найгустонаселенішим округом країни (не рахуючи міста Загреб). Згідно з переписом 2001 року, загальна чисельність населення в окрузі становила 118 426 осіб, при цьому 112 746 жителів жупанії ідентифікували себе як хорвати. 
Жупанія поділяється на три міста і 22 громади. 

### Міста
Кількість мешканців за даними перепису населення 2001 р.
| місто          | жителів |
| -------------- | ------- |
| Чаковець       | 30455   |
| Мурско Средіще | 6549    |
| Прелог         | 7871    |

### Громади
Кількість мешканців за даними перепису населення 2001 р.
| громада              | жителів |
| -------------------- | ------- |
| Белиця               | 3509    |
| Декановец            | 832     |
| Домашинец            | 2459    |
| Доня-Дубрава         | 2274    |
| Доні-Кралєвец        | 4931    |
| Доні-Відовец         | 1595    |
| Горичан              | 3148    |
| Горні-Міхалєвец      | 2046    |
| Которіба             | 3333    |
| Мала Суботиця        | 5676    |
| Неделище             | 11544   |
| Ореховиця            | 2769    |
| Подтурен             | 4392    |
| Прибиславец          | 2929    |
| Селниця              | 3442    |
| Страхонінец          | 2728    |
| Света-Марія          | 2433    |
| Светі-Юрай на Брегу  | 5280    |
| Светі-Мартін на Мурі | 2958    |
| Шенковец             | 2770    |
| Штригова             | 3221    |
| Вратишинец           | 2213    |